# Colombier-le-Cardinal

Colombier-le-Cardinal este o comună în departamentul Ardèche din sud-estul Franței. În 1 ianuarie 2022 avea o populație de 335 de locuitori.